# Батилоро (Фиренца)
Батилоро је насеље у Италији у округу Фиренца, региону Тоскана.
Према процени из 2011. у насељу је живело 59 становника. Насеље се налази на надморској висини од 239 м.